# رودخانه راشکا
رودخانه راشکا (به انگلیسی: Raška (river)) رودخانه‌ای است که در صربستان جریان دارد.